# مساحة (تنظيف)

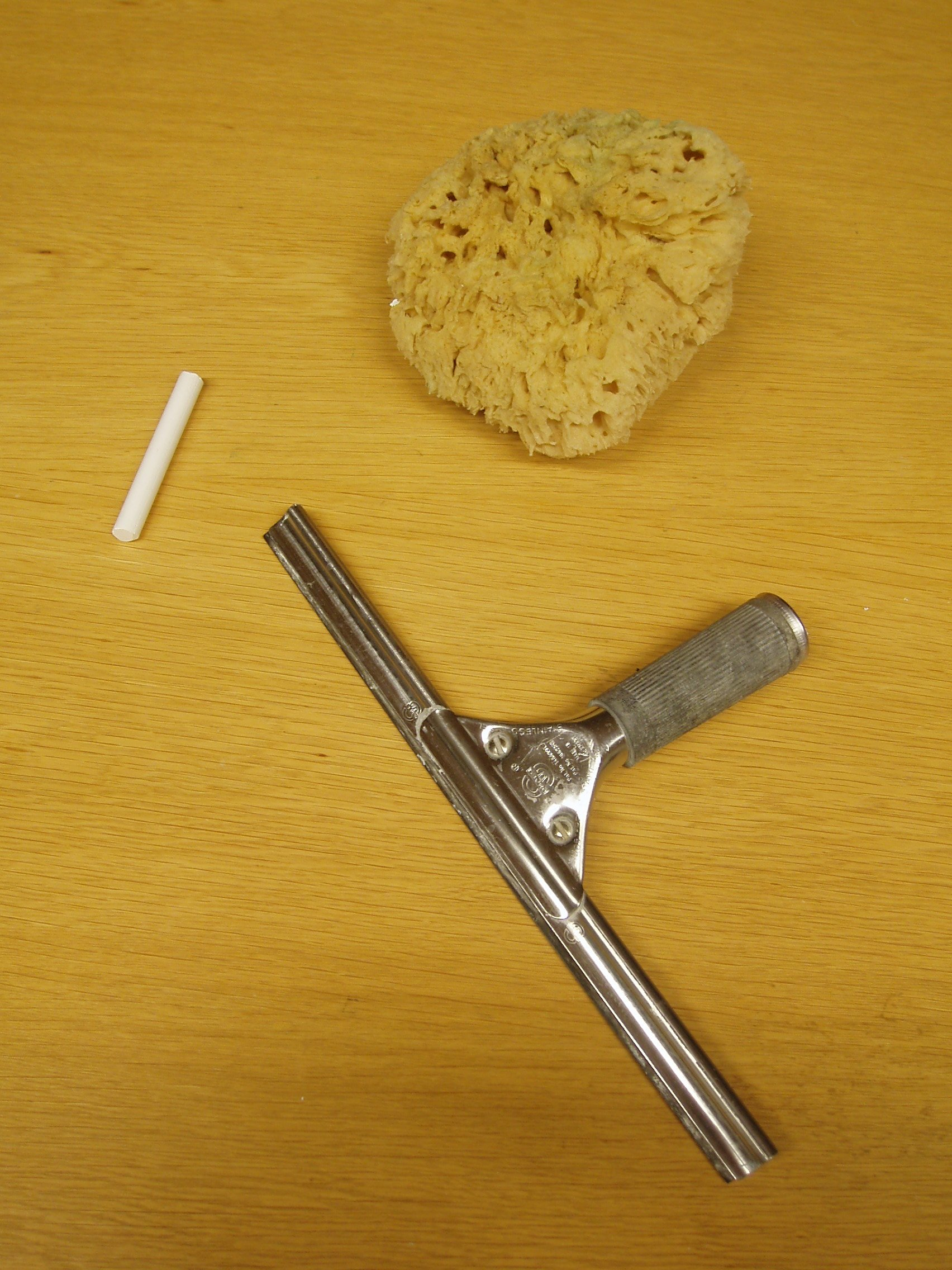
مسّاحة وإسفنجة وطبشورة.

المِمْسَحة المطاطيّة أو المسَّاحة (الجمع: مَسَّاحَات) أو النَّشَّافة (الجمع: نَشَّافَات) هي أداة تستخدم لجمع الماء والتحكم بانسيابه على سطح مستوي وذلك بشريط مرن من اللدائن مثبت في قاعدة أفقية تشبك بممسك عمودي للتحكم.